# Gonzalo Quesada
Gonzalo Quesada (Buenos Aires, 2 maggio 1974) è un allenatore di rugby a 15 ed ex rugbista a 15 argentino, commissario tecnico della nazionale italiana.
In carriera giocava nel ruolo di mediano d'apertura; con 486 punti marcati in 38 presenze è il quarto miglior marcatore di sempre per la nazionale argentina.

## Biografia
Cresciuto nell'Hindú, con tale squadra si laureò campione provinciale dell'URBA nel 1996 e nel 1998, e campione nazionale nel 1996; in tale anno esordì anche con la nazionale argentina in un match del Panamericano contro gli Stati Uniti.
Prese parte, con 5 incontri e con il record di punti per tale edizione della competizione (102), alla Coppa del Mondo di rugby 1999, anno in cui passò professionista per essere ingaggiato in Francia dal Narbonne, con il quale ottenne, come miglior risultato, la finale di Challenge Cup 2000-01 (sconfitta dagli Harlequins); nel 2002 si trasferì per una stagione al Béziers.
L'anno seguente fu convocato per la Coppa del Mondo di rugby 2003 in Australia, che segnò anche il suo ultimo atto internazionale, in quanto ad esso sono legate le sue ultime presenze con la maglia dei Pumas. In sette anni di carriera in nazionale Quesada realizzò 4 mete, 71 trasformazioni, 103 calci piazzati e 7 drop, per un totale di 486 punti; nella storia del rugby internazionale argentino è al quarto posto per numero di punti segnati.
Nel 2004 Quesada passò allo Stade français con cui, al termine della stagione, giunse sia alla finale di campionato (persa contro il Biarritz) che di Heineken Cup (sconfitta contro il Tolosa). Nel 2005 si trasferì quindi al Pau ma, dopo che quest'ultimo retrocesse al termine della stagione successiva, passò al Tolone. Nel 2007 tornò in Argentina, all'Hindú, con il quale terminò la carriera nel 2008, anno in cui entrò nello staff tecnico di Marc Lièvremont, selezionatore della nazionale francese, con il ruolo di allenatore per il gioco al piede.
Dal 1º gennaio 2024 è il capo allenatore della nazionale Italiana di rugby.

## Palmarès

### Giocatore
- Campionati URBA: 2
Hindú: 1996, 1998, 2007
- Nacional de Clubes: 1
Hindú: 1996

### Allenatore
- Campionati francesi: 1
Stade français: 2014-15
- Challenge Cup: 1
Stade français: 2016-17